# Marsz (muzyka)
Marsz – forma muzyczna o dominującym znaczeniu rytmu, znajdująca się na pograniczu muzyki tanecznej.
Marsz występuje jako samodzielny utwór muzyczny lub jako część utworu cyklicznego np. symfonii, sonaty lub serenady, a także jako fragment oratorium, opery, baletu lub muzyki do sztuki teatralnej, filmu itp. Najczęściej komponowany był w metrum parzystym. Marsz jako forma muzyczna wykształcił się w XVII wieku, jednak niektóre pochodzące jeszcze z XVI wieku intrady mogą zostać uznane za prototyp marsza. Cechy charakterystyczne dla marszu to: prosta melodyka, częstokroć oparta na motywach trójdźwiękowych, niekiedy inspirowanych „fanfarową” melodyką, ostry kontur rytmiczny, akcentowanie mocnej części taktu, czasem imitowanie formuł rytmicznych typowych dla instrumentów perkusyjnych. Marsz dzieli się na Marsz weselny, wojskowy, żałobny i triumfalny.

## Rys historyczny
Marsz rozumiany jako tzw. muzyka wojskowa, czyli utwór użytkowy, przeznaczony dla wykonania podczas parady wojska, bądź jako muzyka wspomagająca przemarsze wojsk, znany był już w starożytnym Rzymie. W ikonografii starożytnej zachowały się przedstawienia zespołów muzyków wojskowych grających na bucinach. Wraz z rozwojem instrumentów w średniowieczu i w okresie renesansu zaczęto stosować w oddziałach wojskowych specjalnie szkolonych muzyków wykonujących proste kompozycje wspomagające kroki maszerującego wojska. Te pierwotne marsze były nierzadko improwizowane, niektóre wykonywane były przez trąbki, szałamaje, cynki i serpentyz towarzyszeniem bębnów. W XIV wieku w zespołach wojskowych pojawiły się kotły i od tej pory stały się nieodzownym instrumentem przy wykonywaniu muzyki marszowej.
W XVII wieku wraz z rozwojem form scenicznych oraz rozkwitem barokowego instrumentarium marsz stał się jedną z form muzycznych w muzyce artystycznej. Utrzymywano na dworach specjalne zespoły dla wykonywania muzyki wojskowej na wolnym powietrzu np. w Polsce królowie od czasów Jana III Sobieskiego utrzymywali tzw. kapelę janczarską grającą muzykę wojskową na instrumentach tureckich, natomiast we Francji Ludwika XIV utrzymywano na dworze królewskim zespół La Grande Ecurie, który wykonywał marsze podczas parad kawalerii.
W XVII wieku wykształcił się typ marsza jako utworu o określonej budowie i właśnie wtenczas stał się popularny jako samodzielna kompozycja. W późniejszym okresie (XVIII/XIX wiek) usamodzielnił się jako forma w pełni artystyczna, wchodząc w skład suity, a później sonaty i symfonii. Marsz jako forma muzyki artystycznej wszedł również do oper i baletów pełniąc w nich funkcję choreotechniczną, a później stał się nieodzownym elementem XIX-wiecznej grand-opera.
W okresie romantyzmu rozróżniano już wiele gatunków marszów: marsz wojskowy (Johanna Straussa – Marsz Radetzky’ego), marsz żałobny (Fryderyka Chopina Marcia funebre z Sonaty b-moll), marsz weselny (np. Felixa Mendelssohna Marsz weselny z muzyki do sztuki Szekspira Sen nocy letniej), marsz charakterystyczny, np. Marsz Ołowianych Żołnierzyków z baletu „Dziadek do orzechów” Piotra Czajkowskiego). W tym czasie upowszechnił się w muzyce europejskiej trzyczęściowy marsz z kontrastującym triem jako odcinkiem środkowym.

## Formy marsza
Marsz w formie dwuodcinkowej:
- Georg Friedrich Haendel Marsz żałobny z oratorium „Saul”

Marsz w formie ronda starofrancuskiego:
- Jean-Baptiste Lully tragedia liryczna „Thésée”, marsz z I Aktu opery
- Marc-Antoine Charpentier Preludium do Te Deum

Marsz w formie ronda klasycznego:
- Wolfgang Amadeus Mozart – Rondo alla turca tzw. „Marsz turecki” z Sonaty fortepianowej A-dur, KV 331

Marsz trzyczęściowy z triem:
- Ludwig van Beethoven – Marsz żałobny z III Symfonii Es-dur, op. 55 Eroica
- Edward Elgar – Cykl marszów orkiestrowych Pomp and Circumstance: Marsz nr 1 D-dur, Op.39